# 琵琶湖 (台灣)
琵琶湖是台灣一個天然的淡水湖泊，位於台東縣台東市東北處的市郊，卑南溪出海口南邊，台東森林公園之內，因形狀恰似琵琶而得名。琵琶湖屬於河口海濱溼地，湖水清澈，內有多種台灣原生淡水魚類，湖畔有木麻黃組成的防風林，還有海檬果與其他常見於熱帶河口的植物。琵琶湖的形成是卑南溪地下湧泉不斷冒出的結果，且其出海口已經被沙嘴阻擋成「沒口」，而得以形成湖泊。
琵琶湖周圍興建了許多造景，例如賞鳥小屋、涼亭、樹屋、全長1.7公里的自行車道、森林步道、原木棧道等。琵琶湖周圍尚有人工興建的活水湖、原為沼澤濕地，棲息許多鷺鷥、野鴨與樹蛙的鷺鷥湖等其他湖泊，都是卑南溪口溼地的一部份。